# Wang Yang (politiker)
Wang Yang, född 12 mars 1955 i Suzhou, Anhui, är en ledande kinesisk kommunistisk politiker på nationell nivå. Han räknas till den femte generationen ledare i kommunistpartiet.
Wang Yang tillhör den generation av kinesiska ledare som fick ägna sig åt fysiskt arbete under kulturrevolutionen och som fick en utbildning i reformperiodens början. 1972-1976 arbetade han på en livsmedelsfabrik i Su härad, Anhui, och åren 1976-1979 tillbringade han på en Sjunde maj-kaderskola.
Han gick med i Kinas kommunistiska parti i augusti 1975 och inledde sin partikarriär som ställföreträdande sekreterare i kommunistiska ungdomsförbundets avdelning i Suxian. Han räknas därför idag till Hu Jintaos "ungdomsförbundsfraktion" (tuanpai) i partiledningen.
Under större delen av 1980- och 1990-talet tjänstgjorde han i olika ledande partipositioner i Anhui-provinsen. Därefter har han framträtt som en politiker på nationell nivå som är nära allierad med Hu Jintao. Han var partichef i Chongqing 2002-2007. Mellan 2007 och 2012 var han partichef i Guangdong och ledamot i politbyrån i Kinas kommunistiska parti. Som partichef i Guangdong gjorde Wang sig känd för sin förkärlek för snabbare marknadsekonomiska reformer. Han satt åren 2017-22 i politbyråns ständiga utskott.